# Bartolomeo Felici
Bartolomeo Felici (* 1695 in Florenz; † 12. Juni 1776 ebenda) war ein italienischer Komponist und Organist. Er wirkte als Kapellmeister in Florenz und komponierte vorwiegend Oratorien und andere geistliche Musik. Er war der Vater des Komponisten Alessandro Felici.

## Leben
Bartolomeo Felici studierte vermutlich bei Giovanni Maria Casini (1652–1719). Da er auf einigen Titelblättern als „Abate“ bezeichnet wird, vermutet man, dass er die niederen Weihen erhielt. Den größten Teil seines Lebens arbeitete er als Kapellmeister und Organist an der Kirche San Marco in Florenz. Dort gründete er auch eine gut besuchte Schule für Komposition und Orgel. Auch sein Sohn Alessandro unterrichtete an dieser Schule. Zu ihren Schülern gehörte Luigi Cherubini. Felicis große Bedeutung für das damalige florentinische Musikleben wurde auch von seinen Zeitgenossen gewürdigt.
Felici schrieb hauptsächlich geistliche Kompositionen. Außer in San Marco wurden einige seiner Werke auch in der florentinischen Kirche San Pier Maggiore sowie in Bologna aufgeführt. Sein Kompositionsstil war gelehrt und einfallsreich. Viele seiner Werke sind verschollen, da der Nachlass 1778 von den Erben verkauft wurde.

## Werke

### Oratorien und Gelegenheitswerke

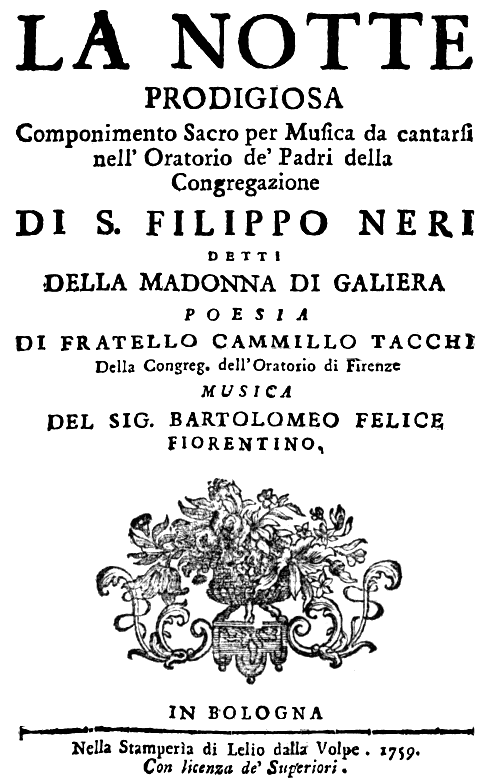
La notte prodigiosa – Titelseite des Librettos, Bologna 1759

Von diesen Werken ist lediglich La notte prodigiosa erhalten.
- Cantata; 1734, Florenz[2]
- Transite di S. Giuseppe, Kantate; 1737, Florenz[2]
- Il prodigioso transito di S. Giuseppe, Oratorium; Libretto: Andrea Nati; 1739, Florenz, Chiesa delle Nobili Religiose di San Pier Maggiore[3][4][5]
- Il trionfo della vocazione religiosa contro le lusinghe del mondo; 1740[2] oder 1752, Florenz, Chiesa delle Nobili Religiose di San Pier Maggiore[6]
- Componimento mus. nel prender l’abito religioso … l’illustrissima signora contessa Florida Francesco Barbolani; 1740, Florenz[2]
- Il trionfo della penitenza, „cantata morale“; 1741, Florenz[7]
- II passaggio alla religione; Libretto: Alessandro Borghesi; 1741, Florenz[2]
- Isacco figura del redentore, Oratorium; Libretto: Pietro Metastasio; 1747, Florenz, Compagnia della Purificazione della Gloriosa Vergine Maria, e di San Zanobi, detta di San Marco[8][Digitalisat 1]
- Il trionfo della religione, 1747, Florenz, Monastero di San Martino in via della Scala[9]
- Il figliol prodigo; Libretto: Giovanni Claudio Pasquini; 1753, Florenz, Compagnia della Purificazione della Gloriosa Vergine Maria, e di San Zanobi, detta di San Marco[10]
- La nuvoletta d’Elia; Libretto: Andrea Nati; 1754, Florenz, Chiesa dell’Insigne Collegiata di Santa Maria di Figline[11]
- La notte prodigiosa; Libretto: Camillo Tacchi; 1759, Bologna[2][Digitalisat 2]

### Geistliche Werke
- Salmi per i Vespri dell’anno
- Zwei Magnificat
- Miserere für drei gleiche Stimmen
- Responsori per i Mattutini delle Tenebre drei gleiche Stimmen und Orgel
- Memento Domini für vier konzertierende Stimmen mit Instrumenten und Ripieni (1725)
- Salmi brevi für vier Stimmen mit Blas- und anderen Instrumenten
- Responsorien für die Karwoche
- Offertorium, Motette, Benedictus, Christus, Miserere
- Salmi per gli Apostoli
- Salve Regina für vier Stimmen und Orgel
- Messe für drei Stimmen mit Orgelbegleitung
- Messe für vier Stimmen mit Orgelbegleitung
- Zwei Requiems
- Fünf Motetten für zwei Tenöre und Bass mit Orgelbegleitung
- Dixit F-Dur für Sopran, Kontra-Alt, Tenor und Bass mit Orgelbegleitung

## Digitalisate
1. ↑  Isacco figura del redentore. Libretto (italienisch), Florenz 1747 als Digitalisat beim Münchener Digitalisierungszentrum.
2. ↑  La notte prodigiosa. Libretto (italienisch), Bologna 1759. Digitalisat bei Google Books.